# Міна Котуанський

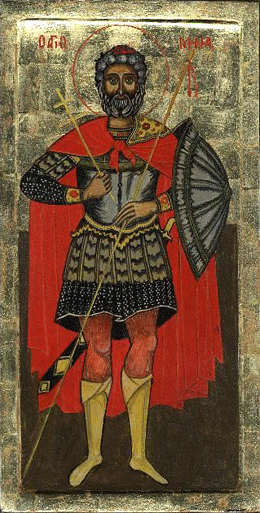
Святий Міна Великомученик, болгарська ікона 18-го століття.

Міна Котуа́нський (Фригійський; грец. Μηνάς; 285, Мемфіс — 309 або 303, Фригія) — християнський святий, шанований в лику великомученика. Під час правління імператорів співправителів Діоклетіана та Максиміана, після тяжких мук в 300 або 304 році був обезголовлений.

## Життя
Згідно зі житієм, єгиптянин. Народився у місті Нікей (Нікеос), поблизу стародавньої єгипетської столиці Мемфіса. Мати назвала його Міною, бо при його народженні чула голос промовляючий «Амінь!». Юнак став римським воїном і служив у місті Котуан (Фригія). Перед судом правителя Пірра твердо сповідував свою віру і був обезголовлений. Тіло праведного мученика привезли на батьківщину до Єгипту. У місцевості Карм Абу Мена (на захід від Олександрії) було побудовано гробницю, і потім базиліку і притулок для численних прочан, которі пізніше були зруйновані арабами.

## Шанування
Шанується особливо коптами, а також грецькими та балканськими православними. В Католицькій церкві вважається покровителем купців.
Пам'ять в Православній церкві святкується 11 листопада (за юліанським календарем), в Католицькій церкві 11 листопада.
Найдавніша ікона святого Міни датується серединою VI століття і знаходиться в Луврі. На грецьких і балканських іконах зображується майже завжди воїном, дуже часто на коні.